# SN 2005en
SN 2005en – supernowa typu II odkryta 27 września 2005 roku w galaktyce UGC 4132. W momencie odkrycia miała maksymalną jasność 17,50m.